# セビチェ

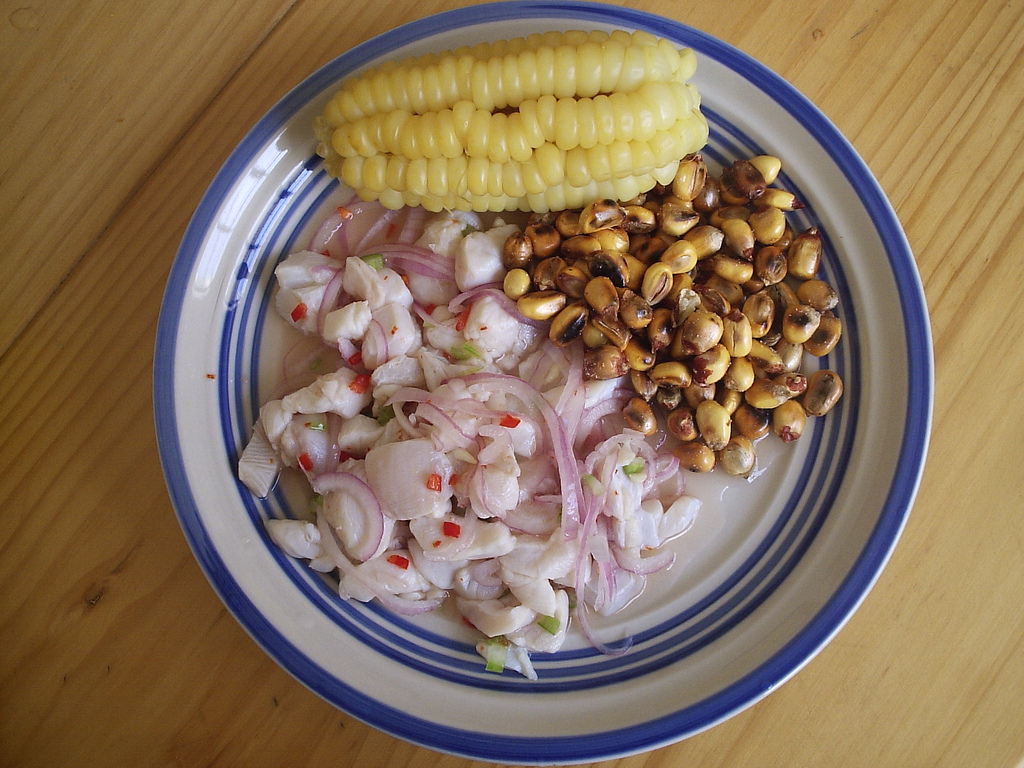
白身魚のセビチェ（ペルー）。
付け合わせはチョクロ（choclo, 茹でとうもろこし）とカンチャ（cancha, 煎ったとうもろこし）

セビチェ（ceviche, cebiche, sevicheなど：スペイン語発音: [θeˈβitʃe], スペイン語発音: [seˈβitʃe]）とは、ペルーで生まれた魚介類のマリネである。マリネ液には酢ではなく柑橘系果実の果汁を使用するのが特徴である。ペルーの名物フラッグ料理。セビーチェと呼ばれることもある。
小骨を良く取り除いた生の魚を1-2cm角くらいに切る。これに薄くスライス切りにしたタマネギ、レモン、アヒ・リモをたっぷり絞って混ぜ合わせる。シラントロやアヒ・アマリージョなどの唐辛子を好みで加える。塩とコショウ、少量のにんにくで味を整えて完成となる。
具材には、メロ（マジェランアイナメ）やコルビーナ（Corvina、ニベ科の魚）、ペヘレイなどの白身の魚、エビ、タコ、イカ、ホタテ、ハマグリなどの貝類が使われる。カマスサワラのような青身魚が使われたり、ウニ、火を通した家禽の肉、ザリガニ、もつが使われることもある。野菜だけから成るセビチェも存在する。
香辛料としては、地域によってアヒ・アマリージョやアヒ・リモ、チレ・セラーノ、もっと辛いロコトやハラペーニョを刻んだものが用いられたり、ニンニクを加えることもある。
ラテンアメリカの中でも主に太平洋に沿った、新鮮な魚介類がとれる地方で広く食べられている。中でもペルーでは国民食とされる。前菜として供されることが多いが、サツマイモ、キャッサバ、トウモロコシ、ジャガイモ、豆、アボカド、トストーネスなどを添えて主菜とすることもあり、また、酒のつまみとしてもよく食べられている。他のラテンアメリカ諸国では揚げたトルティーヤの上にセビチェを盛ってトスターダとしたり、ペルーオリジナルのセビーチェとは似ても似つかない調理方法をとる国もある。
ペルーではセビチェのマリネ液をレチェ・デ・ティグレ（leche de tigre、「トラの乳」）またはレチェ・デ・パンテラ（leche de pantera、「ヒョウの乳」）と呼び、セビチェと共に供することがある。ペルー北部ではセビチェ・デ・パト（Ceviche de pato）というパト（pato）＝鴨肉を用いた温かいセビチェもよく食されている。
日系の料理人が考案したセビーチェ寿司はいわゆるフュージョン料理で、ペルーの日本料理で味わうことができる。
毎年6月28日は「セビーチェの日」で、ペルー各地で豊漁を願う行事が開催される前日に食べて祝う。
2008年12月7日、ペルーで伝統料理「セビチェ」を6.8トン調理し、一度に調理されたセビチェの量のギネス世界記録を樹立した。
2023年にペルーのセビチェはユネスコの無形文化遺産に登録された。

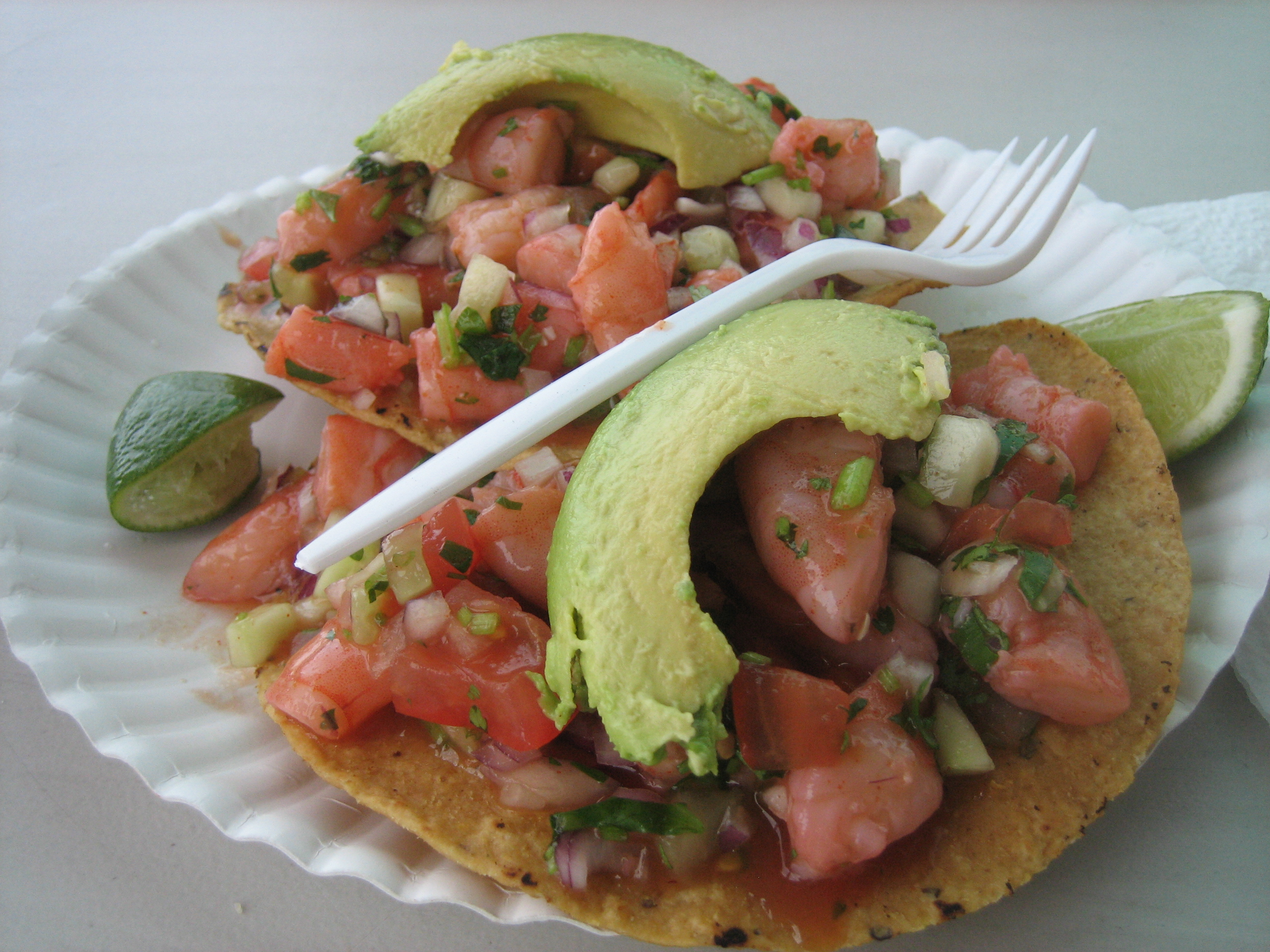
エビのセビチェのトスターダ（メキシコ）
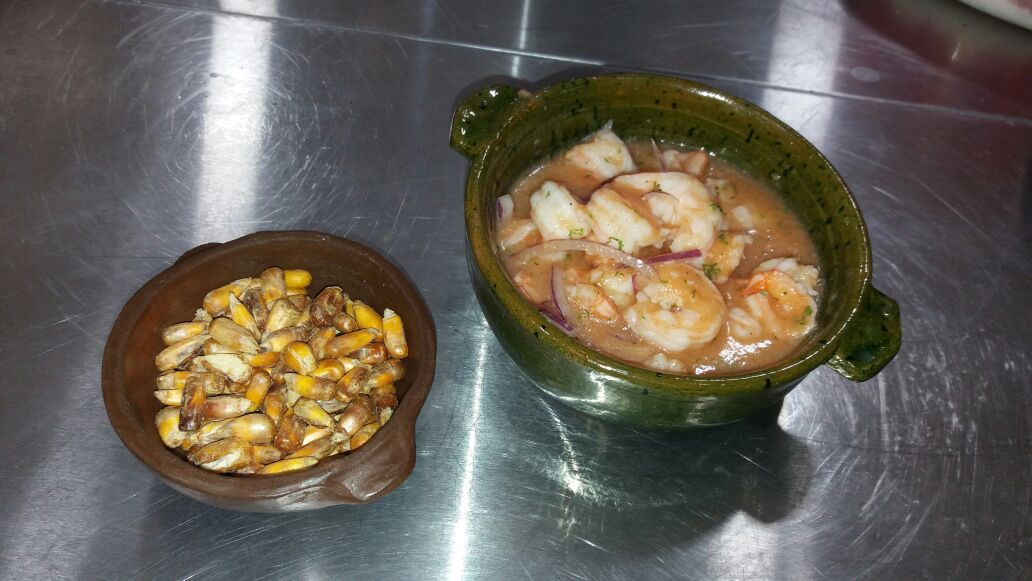
エクアドルのセビチェ
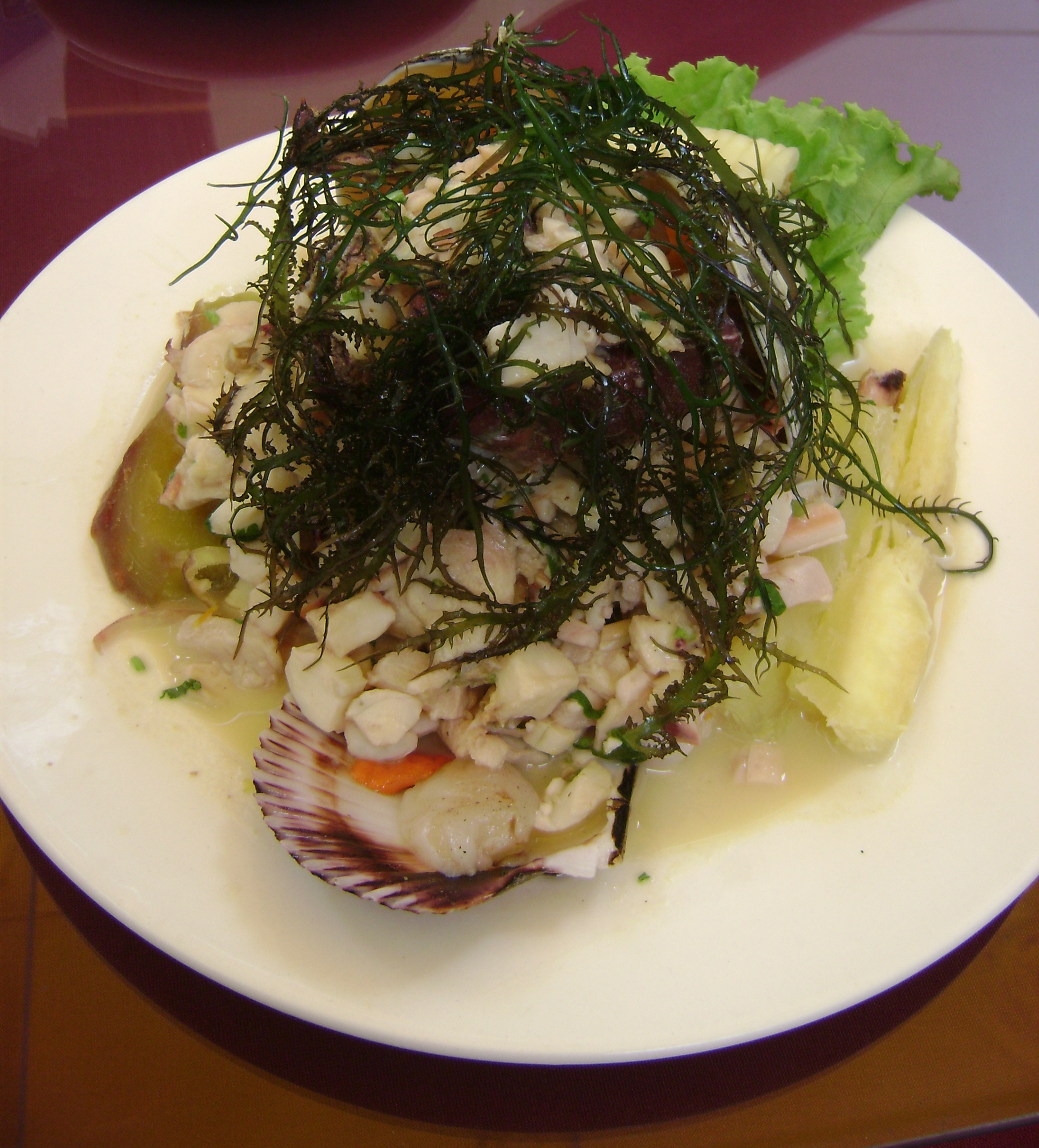
ユヨ（海藻）をのせたセビチェ（ペルー）
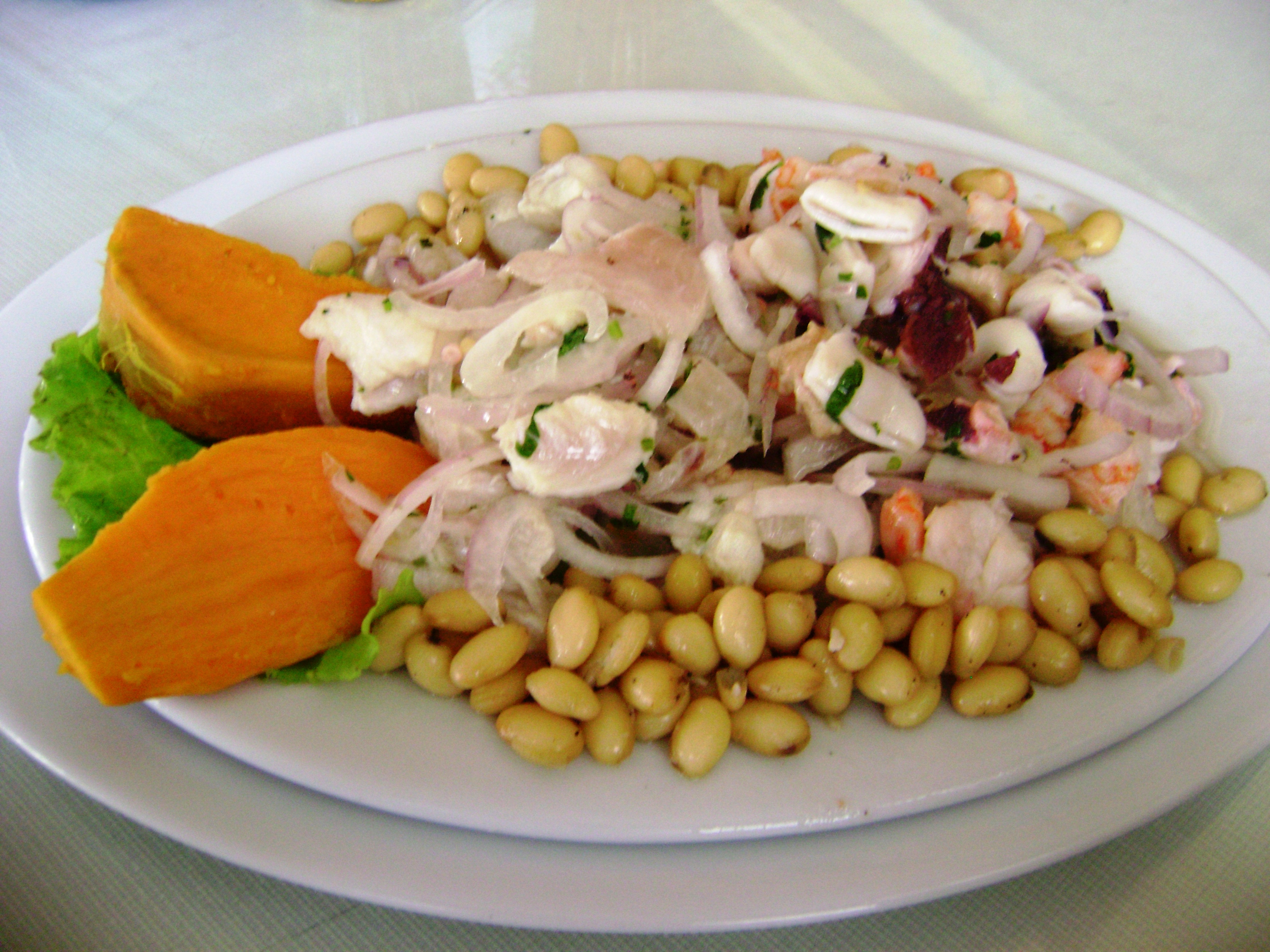
ペルーのセビチェ
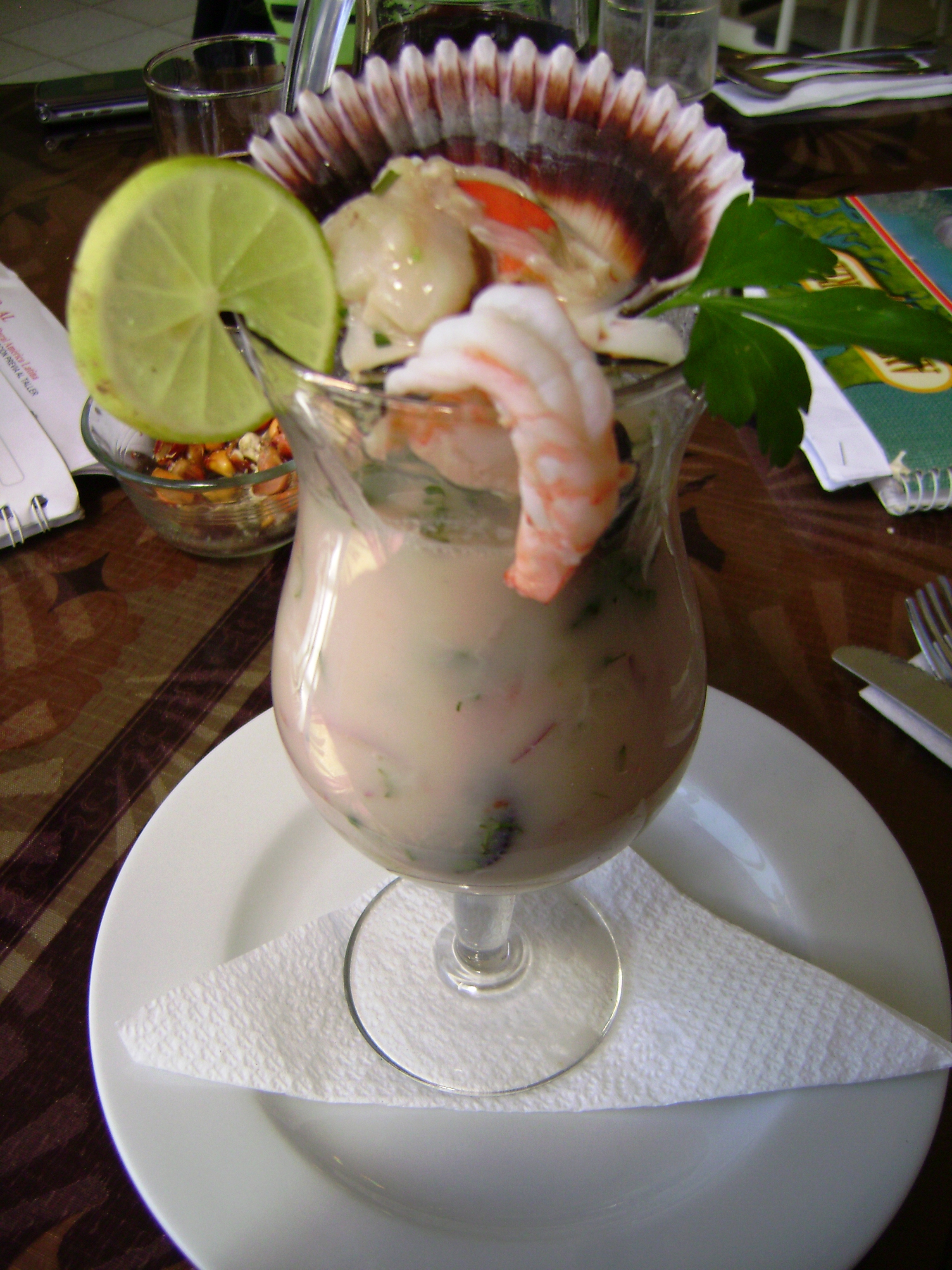
レチェ・デ・ティグレ